# タンゴ・冬の終わりに
『タンゴ・冬の終わりに』（たんご・ふゆのおわりに）は、清水邦夫作による舞台作品。
蜷川幸雄演出で1984年に初演。1991年にはイギリス人キャストによって、『Tango at the End of Winter』の題でロンドンで2ヶ月間の公演を行った。英国俳優と日本人スタッフによる日本の現代劇が、商業演劇街であるウェストエンドで長期公演されたことは画期的な出来事として話題を呼んだ。2006年には1986年の再演以来20年ぶりに国内上演された。2015年には、初演の地PARCO劇場で約30年ぶりの再演。

## 主な登場人物
- 清村盛
- ぎん
- 名和水尾
- 名和連
- 重夫

## あらすじ
清村盛は有名な舞台俳優だったが、突然引退を宣言し、日本海に面した実家の古びた映画館に妻と隠棲している。かつて恋愛関係にあった若手女優が訪ねるが、清村は現実と虚構の区別を失い、狂気に陥っていた…。

## 上演データ

### 1984年
PARCO制作
4月3日〜30日：PARCO西武劇場
スタッフ
- 作：清水邦夫
- 演出：蜷川幸雄
- 美術：朝倉攝
- 照明：吉井澄雄
- 振付：村田大
- 音響：高橋巌
- 衣裳：合田瀧秀
- 舞台監督：高田憲治

キャスト
- 清村盛：平幹二朗
- 妻 ぎん：松本典子
- 名和水尾：名取裕子
- 名和連：塩島昭彦

ほか
受賞
- 第37回芸術選奨演劇部門文部大臣賞（松本典子）

### 1986年
PARCO制作
2月1日〜25日：PARCO劇場
スタッフ
- 作：清水邦夫
- 演出：蜷川幸雄
- 美術：朝倉攝
- 照明：吉井澄雄
- 振付：村田大
- 音響：高橋巌
- 衣裳：宮本宣子
- 舞台監督：高田憲治

キャスト
- 清村盛：平幹二朗
- 妻 ぎん：松本典子
- 名和水尾：名取裕子
- 名和連：塩島昭彦

ほか

### 1991年
Thelma Holt Ltd. ポイント東京　共同制作
- 8月8日〜17日：エディンバラ・キングスシアター
- 8月23日〜10月26日：ロンドン・ピカデリー・シアター

スタッフ
- 作：清水邦夫
- 英語版台本：Peter Barnes
- 演出：蜷川幸雄
- 美術：朝倉攝
- 照明：吉井澄雄
- 振付：Glenn Wright
- 音響：本間明
- 衣裳：小峰リリー
- 舞台監督：Jeremy Adams

キャスト
- 清村盛：Alan Rickman
- 妻 ぎん：Suzanne Bertish
- 名和水尾：Beatie Edney
- 名和連：Barry Stanton

ほか

### 2006年
Bunkamura制作
11月4日〜29日：Bunkamuraシアターコクーン
スタッフ
- 作：清水邦夫
- 演出：蜷川幸雄
- 美術：中越司
- 照明：原田保
- 衣裳：小峰リリー
- 音響：井上正弘
- ヘアメイク：佐藤裕子
- 振付：広崎うらん
- ファイトコレオグラファー：國井正廣
- 所作指導：花柳錦之輔
- 舞台監督：濱田貴彦

キャスト
- 清村盛：堤真一
- 妻 ぎん：秋山菜津子
- 名和水尾：常盤貴子
- 名和連：段田安則

ほか
受賞
- 第6回朝日舞台芸術賞（段田安則）
- 第14回読売演劇大賞
大賞・最優秀男優賞（段田安則）
優秀女優賞（秋山菜津子）
優秀スタッフ賞（小峰リリー）

### 2015年
PARCO制作
9月5日〜9月27日：PARCO劇場
スタッフ
- 作：清水邦夫
- 演出：行定勲
- 音楽：内橋和久

キャスト
- 清村盛：三上博史
- 妻 ぎん：神野三鈴
- 名和水尾：倉科カナ
- 名和連：ユースケ・サンタマリア
- 清村重夫：岡田義徳
- 清村はな：梅沢昌代
- 宮越信子：河井青葉
- 上斐太：有福正志
- 北斐太：有川マコト
- 西斐太：小椋毅
- タマミ：青山美郷
- トウタ：三浦翔哉

ほか